# Arnhild Moning
Arnhild Moning (* September 1953 in Herford; † 21. Juni 2021 in Bremen) war eine deutsche politische Beamtin (SPD). Von August 2019 bis zu ihrem Tod war sie Staatsrätin der Senatorin für Kinder und Bildung der Freien Hansestadt Bremen.

## Leben
Moning stammte aus Herford. Sie studierte auf Lehramt an der Philipps-Universität Marburg und war als Referentin bei Bündnis 90/Die Grünen Bremen tätig, ehe sie 1993 Mitarbeiterin im Bildungsressort des Bremer Senats wurde. Dort war sie in den folgenden Jahren in verschiedenen Positionen tätig, zuletzt als Referatsleiterin im Finanzmanagement des Ressorts. Im Zuge der Bildung des Senats Bovenschulte I im August 2019 wurde sie von Senatorin Claudia Bogedan zur Bremer Staatsrätin der Senatorin für Kinder und Bildung der Freien Hansestadt Bremen berufen. Sie wurde damit Nachfolger von Frank Pietrzok.
Moning war Mitglied der Sozialdemokratischen Partei Deutschlands sowie Mitglied in den Vereinen Stadtteil-Schule und zur Förderung akzeptierender Jugendarbeit.
Moning war verheiratet. Sie verstarb am 21. Juni 2021 nach langer Krankheit.